# جفاف الكاريبي 2015
جفاف الكاريبي 2015 هو جفاف أثر على جزر البحر الكاريبي من كوبا إلى ترينيداد وتوباغو. ويزداد الوضع تفاقماً بسبب وجود كمية غير طبيعية من الغبار والهواء الجاف فوق جنوب المحيط الأطلسي. إلى جانب تضرر كومنولث بورتوريكو الأمريكي بشدة، تأثرت جزر الكاريبي الأخرى بظروف الجفاف بدرجات متفاوتة. وتشمل هذه كوبا والجمهورية الدومينيكية وجامايكا وسانت لوسيا وترينيداد وتوباغو. تمتد منطقة الجفاف أيضًا إلى غيانا في المنطقة الشمالية الشرقية من أمريكا الجنوبية.